# Psychiatrische Klinik Lüneburg

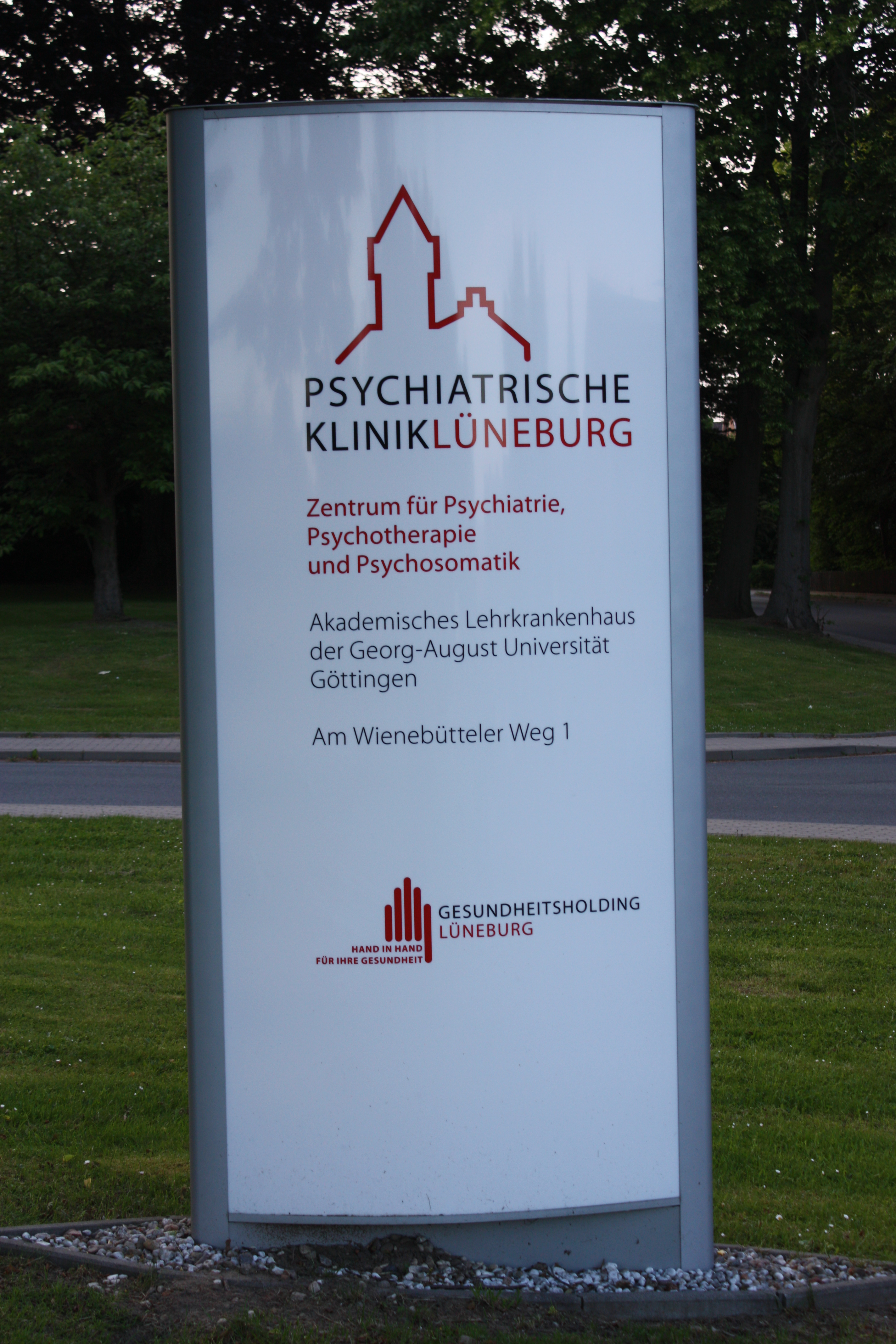
Schild

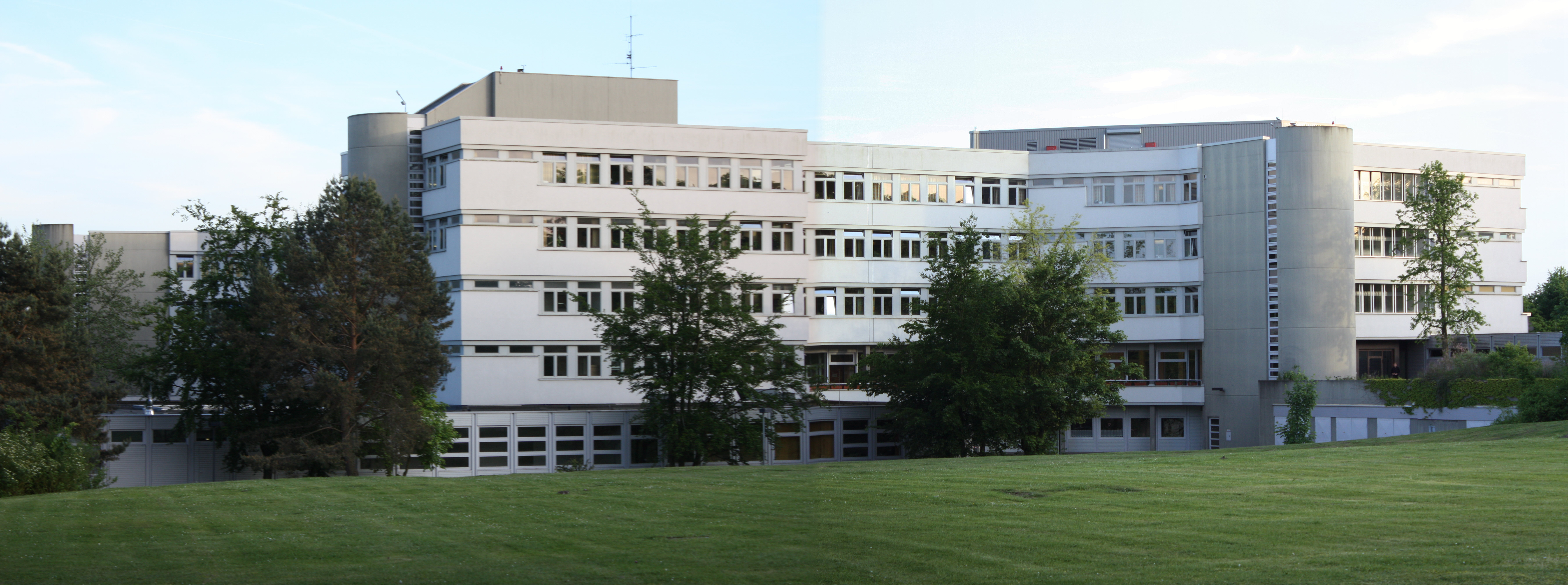
Neubau

Die Psychiatrische Klinik Lüneburg gemeinnützige GmbH (Abkürzung: PKL; ehemals Niedersächsisches Landeskrankenhaus Lüneburg) ist sowohl Fachkrankenhaus für Psychiatrie, Psychotherapie und Psychosomatik als auch Fachklinik für Kinder- und Jugendpsychiatrie und -psychotherapie sowie Akademisches Lehrkrankenhaus der Universität Hamburg (Klinik für Psychiatrie und Psychotherapie) und der Georg-August-Universität Göttingen (Klinik für Kinder- und Jugendpsychiatrie und Psychotherapie).
Das Krankenhaus liegt im Stadtteil Lüneburg-Weststadt der Hansestadt Lüneburg im Land Niedersachsen in einem parkartigen Gelände mit denkmalgeschützten Gebäuden und einem bis zu 100 Jahre alten Baumbestand.
Die Psychiatrische Klinik Lüneburg ist ein Unternehmen im Verbund der Gesundheitsholding Lüneburg.

## Geschichte
Bis 1901 legten der Provinzial-Garteninspektor Georg Tatter gemeinsam mit dem Landesforstrat Georg Quaet-Faslem in Lüneburg die rund 190 Hektar umfassenden Gartenanlagen der damaligen Provinzial-Heil- und Pflegeanstalt für psychisch Kranke an. Dabei schufen sie sowohl private Gartenräume und Wirtschaftsgärten auf dem Areal als auch einen kleinen, halböffentlichen Landschaftspark. Die Psychiatrische Klinik konnte dann bereits am 29. Juni 1901 mit 800 Betten feierlich eröffnet werden. Von 1901 bis 1924 war Otto Snell der erste Klinikdirektor. 

### Zeit des Nationalsozialismus
Im Oktober 1941 ließ der damalige Klinikdirektor Max Bräuner in der Landes-Heil- und Pflegeanstalt Lüneburg eine „Kinderfachabteilung“ einrichten, die ab 1943 zunächst von Willi Baumert und anschließend bis April 1945 von Bräuner selbst geleitet wurde. Über 300 Patienten mit psychischen Störungen und Kinder mit Körperbehinderungen wurden zwischen 1941 und 1945 mit Phenobarbital und Morphin umgebracht und somit Opfer der Kinder-Euthanasie. Die Heil- und Pflegeanstalt Lüneburg war für einige hundert Patienten eine „Durchgangsanstalt“ zur zentralen Tötungsanstalt Hadamar sowie 1944 eine Sammelstelle für etwa 70 geisteskranke Ausländer.

### Nachkriegszeit
1968 erreichte die Patientenzahl mit mehr als 1600 ihren Höchststand. Seit dem 25. November 2004 beherbergt die Psychiatrische Klinik Lüneburg auf ihrem Gelände im früheren Badehaus am Wasserturm, dem von Weitem sichtbaren Wahrzeichen der Klinik, die Gedenkstätte Lüneburg. 2007 wurde das Niedersächsische Landeskrankenhaus Lüneburg an die Psychiatrische Klinik Lüneburg gGmbH verkauft. Hundertprozentige Gesellschafterin ist die Stadt Lüneburg. Gegen die Privatisierung der Klinik gab es erheblichen Widerstand.
Die Gesundheitsholding Lüneburg, ein Unternehmensverbund, der eine hundertprozentige Tochter der Stadt Lüneburg ist, und unter dessen Dach die Psychiatrische Klinik Lüneburg seit Juli 2007 agiert, schrieb vier Jahre nach dem Start laut Geschäftsführer Sauer schwarze Zahlen und baute die Zahl der Mitarbeiter aus. 2007 erwirtschaftete die Gesundheitsholding Lüneburg ein Ergebnis von 1,1 Millionen Euro. 2010 erreichte sie bereits ein Ergebnis von 2,7 Millionen Euro.

## Einrichtung

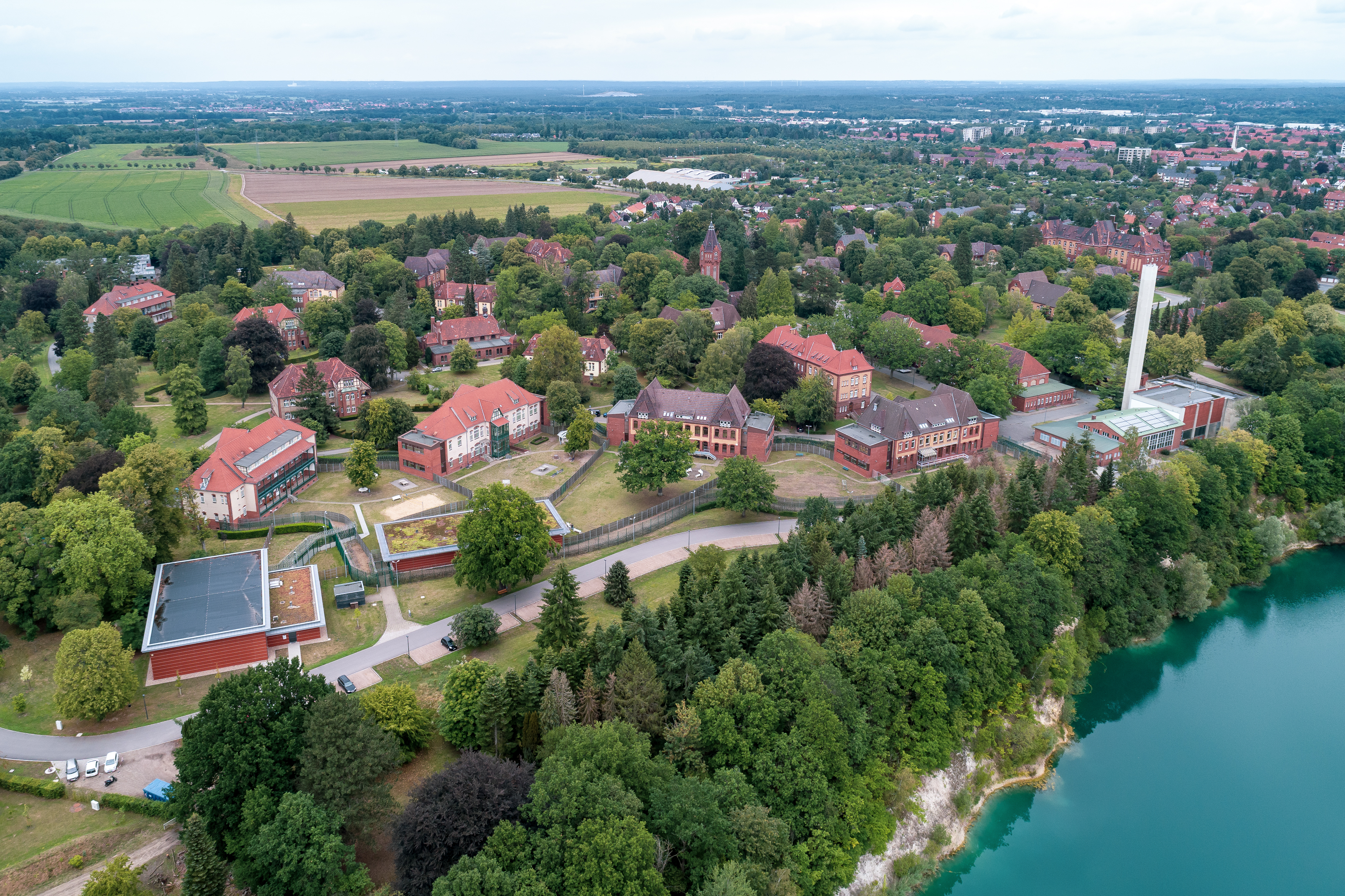
Luftbild des Klinikgeländes

### Gliederung und Organisation
Die Psychiatrische Klinik Lüneburg ist in vier Kliniken, zwei Heime und weitere übergreifende Angebote gegliedert:
- Psychiatrische Kliniken:
  - Klinik für Psychiatrie und Psychotherapie (KPP) mit vier Abteilungen: Abteilung Lüneburg, Abteilung Harburg. Abteilung Gerontopsychiatrie und -psychotherapie und Abteilung Suchtmedizin[15]. Außerdem wird im Rahmen eines Modellprojektes nach §64b SGB V eine Zuhausebehandlung für bestimmte Patienten angeboten.
  - Klinik für Kinder- und Jugendpsychiatrie und Psychotherapie (KJPP)
  - Klinik für Forensische Psychiatrie und Psychotherapie (KFPP)
- Psychiatrische Tageskliniken:
  - Tagesklinik II, Tagesklinik III (für Gerontopsychiatrie und -psychotherapie)[16] sowie Tagesklinik Winsen[17] (letztere übergangsweise) auf dem Krankenhausgelände
  - Tagesklinik I Uelzener Straße in Lüneburg
  - Tagesklinik Buchholz in der Nordheide
- Psychiatrische Institutsambulanzen:
  - Zentrale Institutsambulanzen (KJPP / KPP)
  - Buchholz (KJPP / KPP)
  - Winsen (KPP)
- Heimbereiche:
  - Haus Westerholz, Pflegeheim für seelisch behinderte Menschen, Ebstorf. Hier wurde 2017 ein Neubau begonnen.[18]
  - Heilpädagogisches Zentrum (HPZ) auf dem Krankenhausgelände
- Sozial- und Kulturzentrum (SoKuZ)
- Krankenpflegeschule

### Das Krankenhaus in Zahlen
Die Psychiatrische Klinik Lüneburg hatte im Jahr 2016 410 Betten. 3375 Fälle wurden voll- und 1150 Fälle teilstationär behandelt. 20442 Fälle wurden ambulant in den Psychiatrischen Institutsambulanzen versorgt.

### Behandlungsschwerpunkte

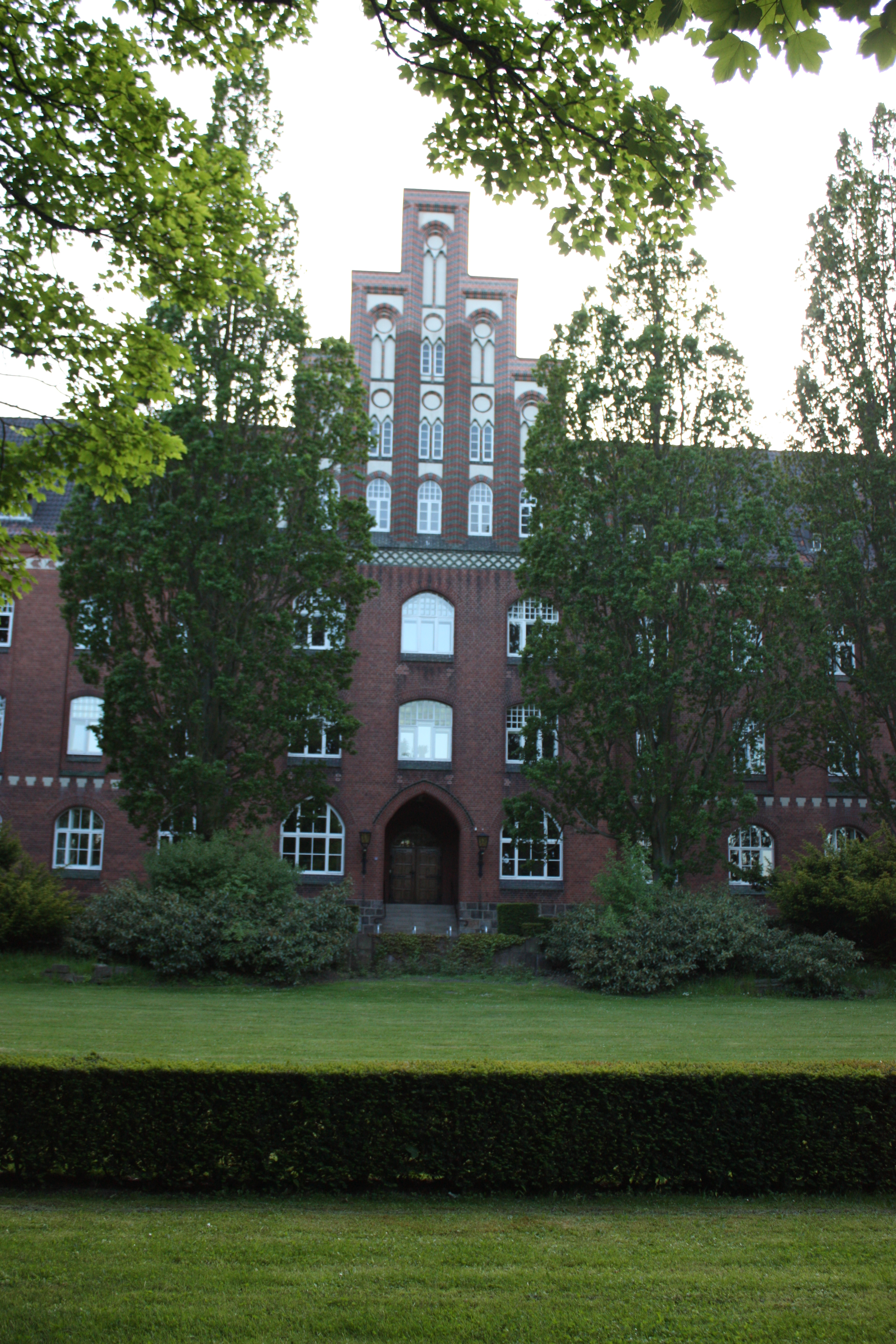
Gebäude

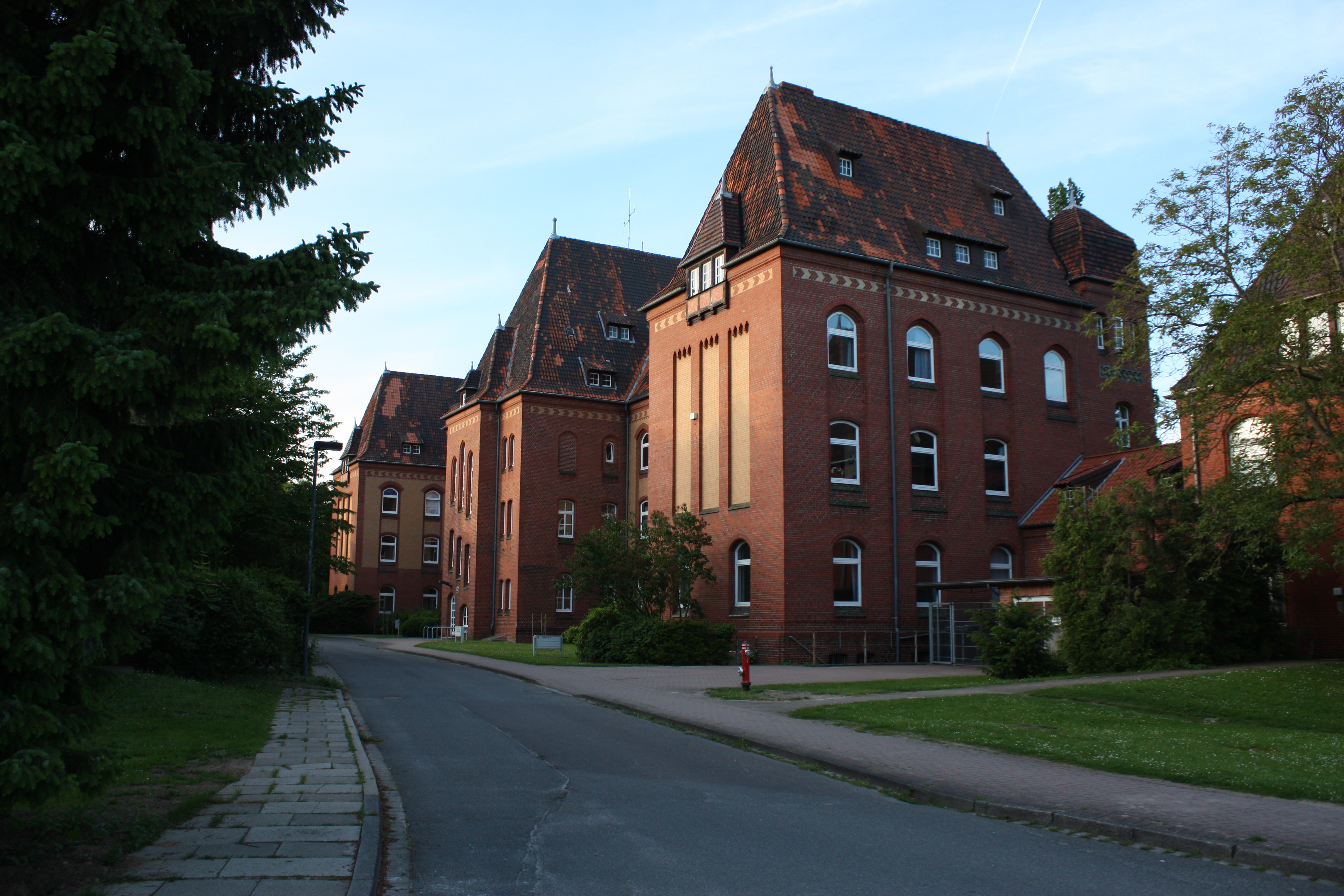
Häuser

Beispielhaft für die Behandlungsschwerpunkte der Psychiatrischen Klinik Lüneburg seien die Behandlungsschwerpunkte auf den Stationen der Klinik für Psychiatrie und Psychotherapie (KPP) genannt:
- Affektive Störungen (Depressionen, Manien)
- Psychosen (schizophrene und schizoaffektive Störungen)
- Angsterkrankungen
- Suchterkrankungen
- Demenzerkrankungen
- Delire
- Persönlichkeits- und Verhaltensstörungen
- Traumafolgestörungen
- Akute Lebenskrisen

## Sonstiges
Im Foyer des Hauses 48 befindet sich ein elektronisches Informationsangebot (Automat) zum Deutschen Paritätischen Wohlfahrtsverband.
In Haus 48 gibt es ferner den sogenannten „Ransohoff-Saal“, der dem jüdischen Nervenarzt und Psychiater Nathan Albert Ransohoff gewidmet ist.